# Европейска партия (Кипър)
Европейска партия (на гръцки: Ευρωπαϊκό Κόμμα, Ευρωκό) (Евроко) е бивша кипърска националистическа политическа партия.

## История
Европейската партия е основана през 2005 г. след обединението на „Европейска демокрация“ и популистката „Нови хоризонти“. Тези две формации са определяни като националистически, антитурски и антиимигрантски. Евроко има твърда позиция по кипърския проблем като отхвърля плана Анан и всякакви компромиси към Турция и непризнатата Севернокипърска турска република. Партията подкрепя европейската интеграция и гръцкото влияние в Кипър. Също така поддържа свободния икономически пазар. В предизборните си кампании партията прави ксенофобски изявления, че кипърските гърци ще станат малцинство в собствената си страна, застрашени от престъпни, нелегални имигранти, които ще крадат работните места.
На изборите от май 2006 г., партията печели 5,8% и 3 от 56 места. На изборите за европарламента от 2009 г., Евроко печели 4,12% от гласовете. През 2011 г. партията печели 3,88% и 2 от 56 места. На изборите за Европейски парламент от 2014 г., партията е в коалиция с Демократически съюз (ДИСИ). И двете места, спечелени от коалицията са за членове на ДИСИ.
През март 2016 г., Евроко се влива в Движение Солидарност.